# Luigi Lodi
Luigi Lodi (Crevalcore, 2 settembre 1856 – Roma, 19 febbraio 1933) è stato un giornalista italiano, acceso polemista e animatore della vita letteraria e politica romana tra Otto e Novecento.

## Biografia

### Il periodo bolognese
Figlio del medico condotto Filippo Lodi e di Luigia Marti, nacque a Crevalcore il 2 settembre 1856. Il padre, patriota e filantropo che si era prodigato nell’epidemia colerica del 1855, morì nel 1868, lasciando la moglie e il figlio undicenne. La vedova si trasferì in casa del medico Ludovico Cocchi, che aveva sposato in seconde nozze la madre di Luigia. A causa delle condizioni economiche non floride chiese alla Municipalità un contributo per il sostentamento e l’educazione del figlio. Nel 1869 la famiglia Cocchi si trasferì a Bologna. Qui Luigi frequentò il Liceo ed ancora studente iniziò a collaborare a varie testate giornalistiche. Nella redazione della Voce del Popolo conobbe Giosuè Carducci, che prese a benvolere e a proteggere il giovane, il quale si segnalò ben presto “per le sue singolari doti di scrittore acuto e battagliero”. Nel 1877 si laureò in giurisprudenza, pur proseguendo l’attività giornalistica e continuando a frequentare il Carducci, del quale favorì l’avvicinamento alle posizioni monarchiche, suggerendogli anche la composizione dell’''Ode alla Regina''.
Assurto alla notorietà grazie a un duello con Felice Cavallotti, col quale poi si riconciliò divenendone amico, fondò, assieme a Luigi Illica, Il Don Chisciotte di Bologna, giornale molto combattivo che gli fruttò anche un arresto in seguito a un intervento sui fatti di Marsiglia del 1881.

### Il periodo romano
Nel 1883 si spostò a Roma, dove, grazie alle presentazioni del Carducci, entrò in contatto con la redazione del Capitan Fracassa, e in seguito con Angelo Sommaruga, che gli affidò l’incarico di redattore della Domenica Letteraria, dalle cui pagine si rese protagonista di una memorabile polemica quando difese Gabriele D'Annunzio, i cui versi (dell’Intermezzo di rime) erano stati accusati di oscenità.
Prese quindi a collaborare con il Capitan Fracassa usando lo pseudonimo “il Saraceno”: su questo giornale condusse una lunga battaglia contro il trasformismo del governo De Pretis.
Sempre nella redazione del Capitan Fracassa conobbe Matilde Serao, con la quale ebbe una breve e tormentata relazione, e Olga Ossani (giornalista che si firmava con lo pseudonimo di "Febea"), la quale nel 1885 divenne sua moglie. Dopo l’uscita di Gandolin, alias Luigi Arnaldo Vassallo, il giornale cambiò linea politica, accostandosi a Depretis, e decadde. Allora anche Lodi e la moglie ne uscirono, per dar vita, assieme a Vassallo, al Don Chisciotte della Mancia, giornale schierato in difesa della legalità, contro il colonialismo crispino e l’aumento delle spese militari, e contro la Triplice alleanza.

### Impegno civile e politico
Quando Crispi, per liberarsi di una scomoda voce di dissenso, servendosi di intermediari, acquistò il Don Chisciotte, la redazione in massa se ne andò; Lodi e la Ossani diedero vita alla Nuova Rassegna, di impronta laica e progressista, e si dedicarono a rifondare il Don Chisciotte che risorse col titolo Don Chisciotte di Roma: il primo numero risale al 15 ott. 1893.
In numerosi articoli Lodi attaccò la politica di Crispi e questo provocò la rottura con Carducci, propenso a tollerare le tentazioni autoritarie di Crispi per il suo passato di patriota e la comune appartenenza alla massoneria.

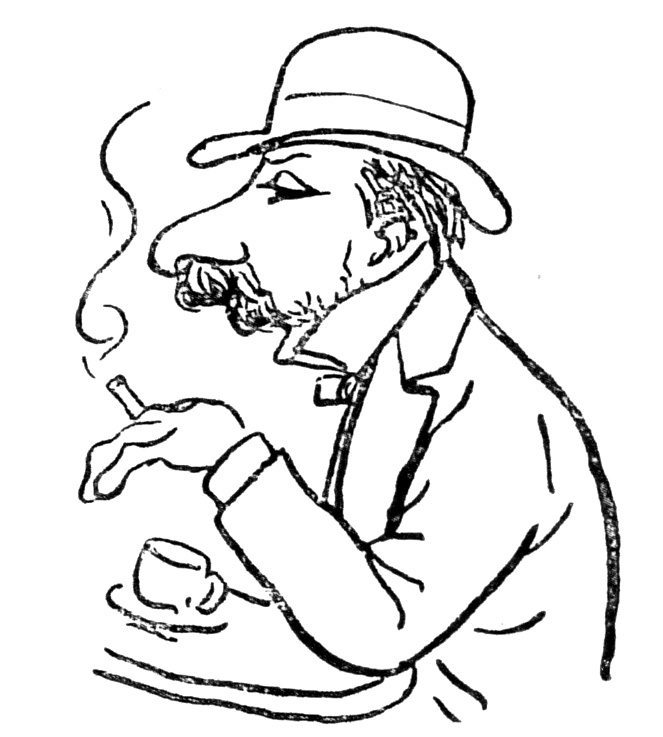
Caricatura de Il Saraceno, dal volume di Aldo Chierici, Il quarto potere a Roma: storia dei giornali e dei giornalisti romani, Roma, E. Voghera, 1905

Vassallo lasciò la direzione, che condivideva con Lodi, nel 1896, e Lodi rimase solo alla guida del giornale: nel 1899 esso si fuse con Il Fanfulla dando vita a Il Giorno, un quotidiano di impronta liberale e dall’impostazione grafica innovativa che prevedeva per la prima volta la stampa di pagine a colori.
Nell’editoriale del primo numero, Lodi si interroga sulle ragioni della stagnazione culturale e dello stantìo clima politico istituzionale del nuovo Stato, dopo la rivoluzione che aveva portato allo Stato unitario; si chiede quali siano i motivi della radicalizzazione politica che contrapponeva conservatori e sinistre e accusa le tendenze repressive del governo Pelloux. Il giornale quindi appoggiò Giolitti con la novità delle sue aperture in favore di una democrazia partecipativa.
Altre battaglie, combattute con la penna di Olga Lodi, schierarono Il Giorno a favore dell’emancipazione della donna, del divorzio, del diritto di voto, dell’indipendenza economica femminile, riallacciandosi all’attività dei movimenti femministi europei. Il quotidiano, che pareva avviato ad una lunga carriera, cessava tuttavia le pubblicazioni il 31 dicembre 1900 e si fondeva con La Tribuna, giornale di analogo orientamento politico.
Nel 1905 Lodi ritornò alla direzione di un giornale con la creazione de La Vita, quotidiano sostenuto e promosso dalla direzione del partito radicale di cui interpretava gli umori privilegiando la componente moderata e facendosi portavoce delle ragioni e degli interessi dei ceti medi, soprattutto liberi professionisti ed impiegati pubblici, che di quel partito costituivano il nerbo dei simpatizzanti. La Vita sostenne quindi l’alleanza di repubblicani, radicali e socialisti nei “blocchi popolari”. Anche se a partire dal governo Sonnino i radicali entrarono nell’orbita governativa, le loro più importanti battaglie, quali la difesa dello Stato laico, l’abolizione dell’insegnamento religioso nella scuola, l’introduzione del divorzio, il voto alle donne non ebbero successo.
La Vita aveva assunto nel 1914 un indirizzo neutralista e Lodi, legato alle posizioni degli interventisti democratici, dei quali condivideva l’idea che gli Imperi centrali fossero una forza oscurantista che occorreva combattere anche per andare incontro alle aspirazioni dell’irredentismo, abbandonò il giornale.

### Gli ultimi anni
Negli anni successivi entrò al Giornale d’Italia diretto da Bergamini. Coerentemente alle posizioni di questo giornale guardò con una certa simpatia al fascismo con la convinzione che esso avrebbe portato una ventata di novità nella politica italiana e sarebbe stato il baluardo dei valori nazionali contro l’anarchia e il bolscevismo. Perciò, quando il governo Facta decise di proclamare lo stato d’assedio, scrisse che il Re aveva agito giustamente rifiutandosi di firmarlo, e successivamente approvò l’incarico affidato a Mussolini. Ma negli anni Venti Lodi era ormai anziano; restò a margine della vita politica ed anche la sua attività giornalistica divenne saltuaria. Egli si dedicò alla composizione di due libri che possono essere considerati libri di memorie: si tratta di Venticinque anni di vita parlamentare, da Pelloux a Mussolini del 1923 e Giornalisti, del 1930. Il primo è una dettagliatissima analisi della vita politica fra le repressioni del 1898 e la marcia su Roma e rivela interessanti aspetti dei maneggi parlamentari e del costume nazionale, mentre il secondo contiene 19 profili dei più celebri nomi che hanno fatto la storia del giornalismo italiano tra l’Italia umbertina e la prima guerra mondiale; mancano, naturalmente, quelli del Saraceno e di Febea. Morì il 19 febbraio 1933; otto giorni prima si era spenta Febea, dopo essersi a lungo prodigata nell’assistenza al marito, gravemente infermo, al quale la scomparsa della moglie fu pietosamente celata.